# Budapesti fogaskerekű vasút
A budapesti fogaskerekű vasút (becenevén: Fogas) a XII. kerületben közlekedő fogaskerekű vasút, amely a Városmajor és Széchenyi-hegy, Gyermekvasút állomások között szállít utasokat. A köznyelvben csak fogasként emlegetett közlekedési eszköz 2008. augusztus 21-étől formálisan a 60-as jelzésű villamos. Magyarországon a budapestin kívül csak két helyen működött korábban ipari fogaskerekű vasút: Salgótarjánban és Ózdon.
2022. november 11-től 2023. április 1-ig ideiglenesen nem közlekedett, mert a kihasználtságához képest a megnövekedett energiaárak mellett az üzemeltetési költség aránytalanul magas volt a BKK szerint. 2023 áprilisától a kora reggeli és a késő esti időpontokban csak külön igénybejelentésre indulnak el a járatok (TELEfogas).

## Története
A szőlőkkel beültetett és erdőkkel borított Svábhegy a 19. századtól jelentős fejlődésnek indult, megépültek az első villák, színészek, írók és művészek pihenőhelyévé, majd a városiak kedvelt kiránduló helyévé vált. A megnövekedett közlekedési igény kielégítésére a Budai Közúti Vaspálya Társaság már 1868-tól üzemeltetett lóvasutat, amely pályáját a Lánchíd budai hídfőjétől Zugligetig építette ki.

### Építése

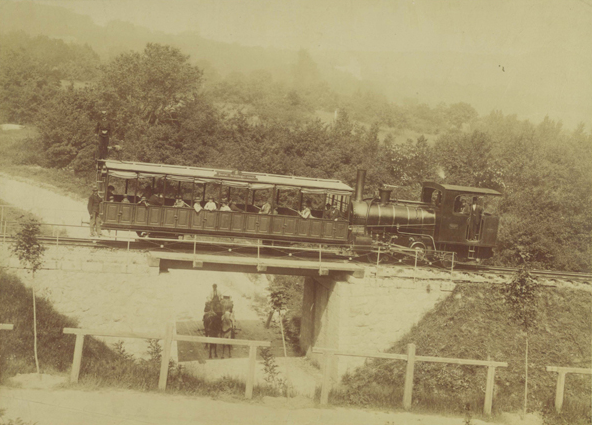
A régi svábhegyi fogaskerekű 1890 körül

Az 1871-ben megnyitott első európai fogaskerekű vasút, a Vitznau–Rigi-vasút tervezője és építője, Niklaus Riggenbach, az Internationale Gesellschaft für Bergbahnen nevű bázeli társaság nevében 1873-ban kérelmezte a Svábhegyre vezető fogaskerekű vasút építését. A vasútvonal építése az engedélyokirat 1873. július 3-án kelt kiadása után azonnal megkezdődött. A kivitelezési munkák irányítója a svájci származású, Cathry Szaléz Ferenc volt, aki a ma is álló villáját a vasút közelében építette. Az egy évig tartó vasútépítési munkák követően, mindössze öt évvel a világ első közforgalmú fogaskerekű vasútjának átadása után, az első szerelvény 1874. június 24-én, délután 16 órakor indult el.
A normál nyomtávolságú, 2883 méter hosszú, egyvágányú pálya adhéziós szakaszok nélkül, teljes hosszában fogaskerekű üzemre épült a Diós-árok mentén. A völgyi és hegyi végállomások között 264 méter volt a szintkülönbség, a pályát ellenesések nélkül, folyamatos emelkedéssel alakították ki, a legnagyobb emelkedés 102,5‰ volt. A pálya 1329 méter hosszban egyenesben, 1275 méter hosszban 180 méteres sugarú ívekben, 279 méter hosszban pedig nagy sugarú ívekben feküdt. A vágányt Riggenbach-rendszerű fogaslétrával szerelték fel, a fogaslétrák 3,0 méter hosszúak voltak és síncsavarral rögzítették a talpfákhoz, az aljakat 0,75 méter távolságra helyezték egymástól.
A végállomások között a vasúti szerelvények egyetlen keresztezési lehetősége a Léderer-telepnél (a mai Erdei iskolánál) volt. A forgalmi kitérőben a szerelvények átállítását a másik vágányra akkoriban még nem váltókkal, hanem a tolópadhoz hasonló elven oldották meg.
A völgyi végállomást, valamint az üzemi telepet a háromvágányos mozdony- és kocsiszínnel az Ecce homo réten (a mai Városmajorban) alakították ki. Az állomásépületet a magas-tátrai épületekhez hasonló stílusban építették meg, a favázas emeletes épület a második világháborúban semmisült meg. A megnyitáskori hegyi végállomáson, a Svábhegyen, az állomásépület csarnoka a vágányt is lefedte. Figyelemre méltó, hogy az akkori vasútépítési szokásoktól eltérően az utasperonok szintjét a vágányhoz képest kiemelték, az utasok kényelmes beszállásának érdekében. A városmajori végállomásnál közvetlen átszállási lehetőséget biztosítottak a zugligeti lóvasútra, sőt a menetrendeket is összehangolták. A forgalom indulásakor 30 perc volt a legsűrűbb követési idő.
A budai hegyekben szaporodó villák következtében tovább növekedett a fogaskerekű vasút forgalma, ami vonzóvá tette a vasútvonal meghosszabbítását. A Svábhegytől a Karthauzi-völgyön át a Széchenyi-hegyig tartó vonalszakaszt 1890. május 17-én nyitották meg, így a vasútvonal hossza 3733 méterre nőtt, az új végállomás szintkülönbsége 315 méter lett.

### Villamosítása
A vasútvonal engedélyes ideje 1926. október 1-jével járt le, ekkor a társaság a főváros tulajdonába került, az üzemeltetéssel a Budapest Székesfővárosi Közlekedési Részvénytársaságot (BSzKRt-t) bízták meg. A közlekedési társaság a fogaskerekű műszakilag avult és leromlott állapotú pályájának és gördülőállományának korszerűsítéséhez 1927-ben kezdett hozzá.
A vontatáshoz a fővárosi villamosüzemben akkor használatos 550 V feszültségű egyenáramot választották. A felsővezetéket keresztlánc-rendszerben alakították ki, ami a viszonylag alacsony menetsebességhez megfelelt. A felépítményt 23,6 kg/folyóméter tömegű, „i” jelű sínekkel építették át. A forgalmi kitérőnél a tolópadszerűen működő szerkezeteket felszámolták, helyettük Abt-rendszerű kitérőket építettek be. A villamosüzemben tervezett rövidebb, 15 perces vonatkövetési idő miatt újabb forgalmi kitérőket alakítottak ki Orgonás, Gyöngyvirág út (ma Adonis utca) és Svábhegy állomásokon. A kitérőkben a váltóállítást elektromos berendezések segítségével végezték, a kitérőket a gördülékeny téli közlekedés biztosítására elektromos váltófűtéssel is felszerelték. Az új villamos szerelvények részére a forgalmi telepen külön kocsiszín és műhely épült (Városmajor kocsiszín), valamint egy összekötővágányt építettek az üzemi telep és a zugligeti, illetve a hűvösvölgyi villamoshálózat között. A villamosított vasutat 1929. július 2-án nyitották meg a újra  forgalomnak.
A BSzKRt az 1930-as évek elején tervezte, hogy a vonalat meghosszabbítják a János-hegyig, illetve a hosszabbítás helyett trolibuszvonal létesítését, de ezek nem valósultak meg.

### Második átépítés
A szerelvények állapota 1960-as évek közepére jelentősen leromlott, a járműpark teljes cseréje mellett szükségessé vált az elhasználódott vasúti pálya és egyéb berendezések felújítása is. Az 1972 márciusában elkezdődött és ugyanezen év augusztusáig tartó teljes rekonstrukció óta a fogaskerekű pályájának felépítménye a zúzottkő ágyazatra fektetett faaljakra nyíltlemezes síncsavaros rögzítéssel leerősített, hevederekkel egymáshoz illesztett, 34,50 kg/folyóméter tömegű „c” jelű sínszálakból áll, középen Strub-rendszerű fogasléccel. A peronok magasságát az új, magas padlós járművekhez igazították. Az 1500 volt egyenáramú feszültségre történő áttérés miatt az áramellátási rendszert is felújították. (A városmajori kocsiszín területén maradt a 600 volt.) A Szabadság-hegy (ma Svábhegy) állomáson elbontották a csonkavágányt és az Erdei iskola megálló szélsőperonos lett. A vonal forgalmát irányító Domino 55 típusú biztosítóberendezést 1991-ben telepítették, amelyet a városmajori állomáson kezelnek.

### Közelmúlt
A legutóbb 1972-ban cserélt felépítmény amortizációja – következményeként az öreg járművek kellemetlenül zajossá és rázkódóvá vált futásával – indokolttá tette a folyamatosan halasztgatott teljes átépítésig a forgalom fenntartásához szükséges kisebb beavatkozásokat. 2014-ben hídfelújítások történtek, 2018–2020 között rövidebb vágányzárak alatt részleges felépítménycserére került sor. A vasúti pálya rekonstrukciója során a 48 kg/fm súlyú sínszálak, a fogaslécek és a sínleerősítések a szakaszosan vasbetonaljakkal kiegészített faaljakhoz mindenhol vastag zajcsökkentő gumialátétek behelyezésével kerültek lerögzítésre.

## Járművek

### Gőzmozdonyüzem

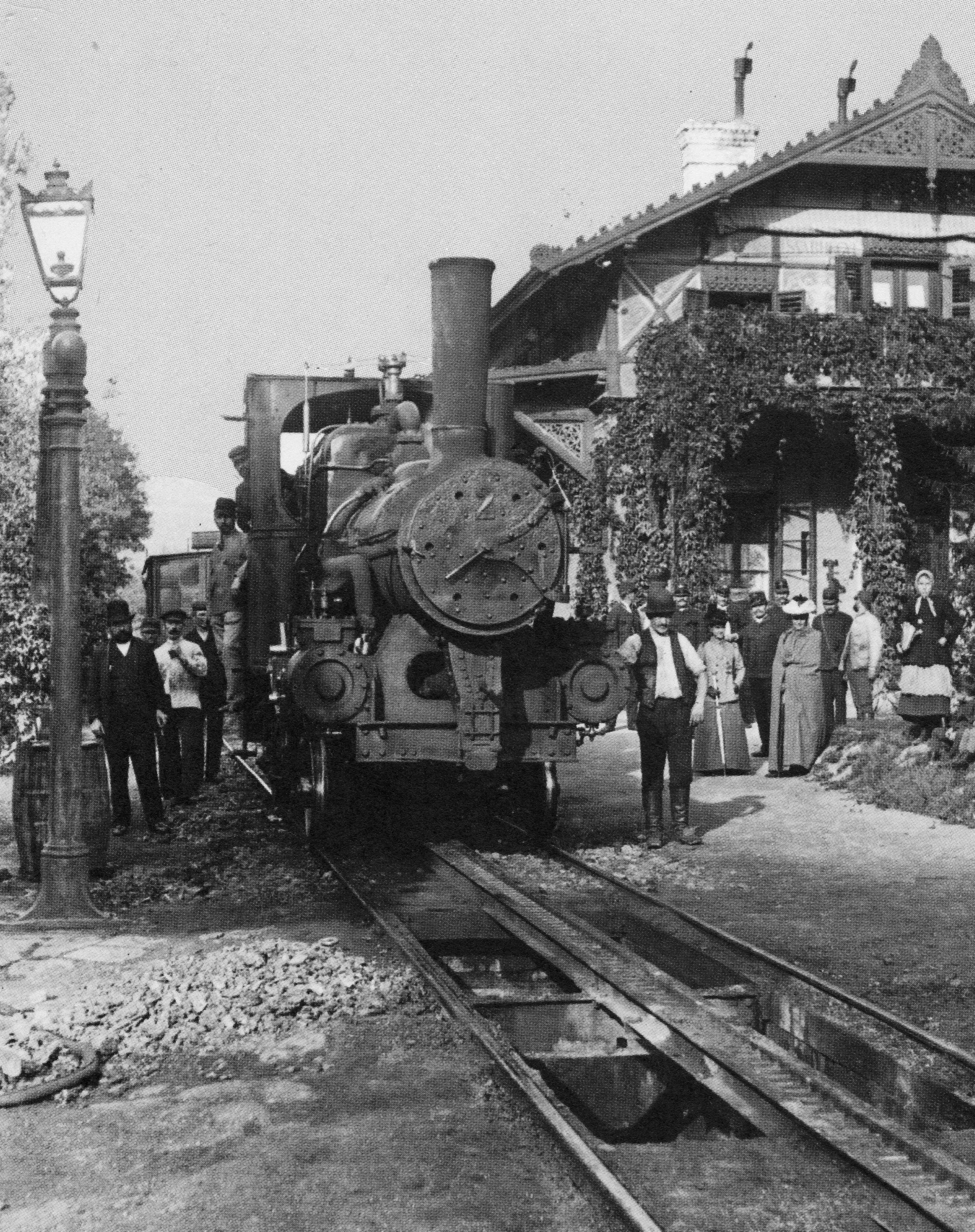
Gőzmozdony a városmajori végállomáson 1896-ban

A vasútvonal 1874-es megnyitásakor három darab gőzmozdony állt rendelkezésre, amelyeket a svájci winterthuri ''Schweizerische Maschinen- und Lokomotivfabrik gyártott. A szerelvényeket a bécsi Hernalser Waggonfabrik által gyártott tíz személyszállító kocsiból, illetve két, hat tonna raksúlyú, alacsony oldalfalú, nyitott teherkocsiból állíthatták össze. A vonatok többnyire egy vagy két, ritkán három kocsival közlekedtek.
A kéttengelyes gőzmozdonyok kb. 90 kW-os teljesítményre voltak képesek, a szerelvényeknek hegymenetben 12 km/h, lejtmenetben 7,2 km/h sebességet engedélyeztek. A mozdonyok mindig a szerelvény völgy felőli végén voltak, kazánjuk és kéményük a völgy felé, az egy év múlva beszerzett negyedik mozdony kazánja és kéménye a hegyoldal felé nézett. Az új mozdonyt a szintén svájci aarau-i mozdonygyár szállította, továbbá beszereztek még két, a korábbiakkal megegyező kivitelű személykocsit. Az akkori normál vasúti űrszelvénynél szélesebb, 3150 mm széles személykocsik szintén kéttengelyűek voltak, az oldalbejáratú fülkéiben 6-6 ülőhelyet alakítottak ki.
A kezdeti időszakban a vonatok csak április 15. és október 15. között közlekedtek, a svábhegyi lakosok kérésére, 1910-ben vezették be a téli üzemet. A hidegebb és szelesebb időjárásra való tekintettel a személykocsik egy részét átalakították: nyitott ablakait beüvegezték, a válaszfalak elbontásával a kocsikat termessé alakították, valamint oldalanként csak két-két beszálló ajtót hagytak meg. A kocsik tetején az addig nyitott fékezőülések helyett fékbódékat alakítottak ki.
A vasúton 1917-ben vezetik be a kocsiosztályokat, a kilátás szempontjából a szerelvény legmegfelelőbb részében, a kocsik hegyoldali végében alakítják ki az I. osztályú részt, amelyet hét kényelmes fotellel rendeznek be, a kocsik további részei II. és III. osztályúak lettek.
Az egyre fejlődő Svábhegyre, az épülő villákhoz több és több építőanyagot, illetve tüzelőanyagot kellett a meredek szekérutakon feljuttatni. Az 1920-as évektől a fogaskerekű vasút új lehetőséget kínált az áruk gyors és egyszerű szállításában is. Eleinte három, később még két elhasználódott személykocsit alakítottak át pőrekocsivá, amelyekre – a mai RoLa szállítási rendszerhez hasonlóan – a két végállomás mellett a svábhegyi állomás csonkavágányának végére is kiépített homlokrakodón a fuvaroskocsik fel, illetve le tudtak hajtani. Egy mozdonyt megőriztek az 1960-as évekig, de a Közlekedési Múzeum nem tartott rá igényt, így elbontották.
| Pályaszám | Készült                                      | Műtanrendőri próba  | Leállítva | Selejtezve | Megjegyzés                                       |
| --------- | -------------------------------------------- | ------------------- | --------- | ---------- | ------------------------------------------------ |
| 1         | 1874. Svájci Mozdonygyár Winterthur 31 gysz. | 1874. június 19.    | 1925      | 1932       |                                                  |
| 2         | 1874. Svájci Mozdonygyár Winterthur 32 gysz. | 1874. június 19.    | 1925      | 1932       |                                                  |
| 3         | 1874. Svájci Mozdonygyár Winterthur 33 gysz. | 1874. június 19.    | 1918      | 1932       |                                                  |
| 4         | 1875. Aarau 9 gysz.                          | 1875. augusztus 27. | 1925      | 1932       | Közlekedési Múzeumnak felajánlva – elbontva 196x |
| 14        | 1875. Aarau 2 gysz.                          |                     | 1925      | 1932       | 1918-ban érkezett                                |

### Villamosüzem
Az 1929-ben villamosított vonalra a BSzKRt nyolc új szerelvényt szerzett be. A Rowan-rendszerű szerelvények egy kéttengelyes villamosmozdonyból és egy ahhoz, a hegy felől csatolt, a mozdony alvázára támaszkodó egytengelyes pótkocsiból állt. A svájci kooperációban készült szerelvények első két mozdonyának mechanikus részét szintén a winterthuri gyár szállította. A többi mozdony, illetve a hozzájuk tartozó személykocsik a budapesti Ganz-gyárban készültek.
A villamosmozdonyokba két, egyenként kb. 100 kW-os, 550 V névleges feszültségű egyenáramú motort építettek, a hajtásrendszerének egyik újdonsága a korát meghaladó energia-visszatáplálás volt, lejtmenetben akár a hegymenetben fogyasztott energia egyharmadát is képes volt visszatáplálni a hálózatba. A szerelvények sebessége hegymenetben és lejtmenetben egyaránt 12 km/h volt.
A Rowan-kocsikban 64 ülőhely volt, melyből 10 I. osztályú és válaszfalakkal elválasztott 22-22 II. osztályú, továbbá a hegyoldali kocsiperonon négy, a völgyoldali kocsiperonon hat felcsapható ülést helyeztek el. A kocsiknak oldalanként három beszálló ajtajuk volt.
Minthogy a mozdonyvezető a szerelvény völgyoldali végén dolgozott, a biztonságos vonatközlekedés érdekében a szerelvény hegyoldali végén figyelőőrt alkalmaztak, aki a kocsiperonon egy jeladó berendezést kezelte, illetve működtethette a vészféket. 1952-ben kapacitásnövelés céljából a gőzvontatás korszakából maradt pótkocsikat átépítve, a megjelenésükben hozzáigazították őket a Rowan-kocsikhoz.
1948-ban az épülő Gyermekvasút felső végállomására a járműveket a Fogaskerekű vasúton, pőrekocsikon szállították fel. (Indokolt esetben akár dupla Ganz mozdony bevetésével.)
Ezek a szerelvények 1973. március 15-én közlekedtek utoljára a vonalon, a 30-as pályaszámú Ganz-mozdonyt és a 40-es pályaszámú pótkocsit a BKV nosztalgia célokból megőrizte. A vontatási feszültség és padlómagasság különbsége miatt azonban nem közlekednek.

### Napjainkban
Az 1960-as évek közepére a régi Ganz-szerelvények állapota leromlott, egyre sűrűbben jelentkeztek az anyagfáradás jelei, gyakorivá váltak a repedések, törések. Az új szerelvények beszerzésére újra svájci piackutatás kezdődött, azonban a legkedvezőbb ajánlatot a járművekre az osztrák Simmering-Graz-Pauker Művek, a villamos berendezésekre a svájci Brown, Boveri & Cie cég adta. A BKV hét új szerelvényt rendelt, amelyek az 1972-es pályarekonstrukciót követően, 1973. augusztus 20. óta közlekednek menetrend szerint.
Az új szerelvények forgóvázas kivitelűek, egy motorkocsiból és egy hegyoldali pótkocsiból állnak, amelyek méretei lényegében azonosak. A szerelvényeknek csak a végein van vezetőállás, így a motorkocsi önállóan nem közlekedhet. A motorkocsikat forgóvázanként egy-egy 220 kW-os, 1500 V névleges feszültségű egyenáramú motor hajtja. A járműveket légfékberendezéssel is felszerelték, azonban energia-visszatáplálásra nincs lehetőség. A kocsikat színük és formájuk miatt a népnyelv tréfásan „piros tehén” névvel illeti. 1993-ban a kerékpárszállítás bevezetése miatt a kocsik belső elrendezését átalakították, így egy szerelvényen 82 ülőhely van, összesen 252 főt szállíthat.
A járműpark egy részét a 2000-es évek elején felújították, a járművek új belső burkolatot és festést kaptak, elektronikus jegykezelőkkel, egyedi ajtónyitással, Vultron-rendszerű hang- és vizuális tájékoztató berendezéssel szerelték fel őket. 2014-ben ismét felújították: már 16 kerékpár szállítható a hegy felőli kocsi völgy felőli végében, valamint a járműveket ellátták FUTÁR-rendszerrel és BUSE kijelzővel.

## Események
A fogaskerekű fennállásának legsúlyosabb (és egyben egyetlen komoly) balesete 1987. január 11-én történt. A zord téli időjárásban, felfagyás miatt az egyik völgymenetben közlekedő szerelvény elsődleges fékje részben használhatatlanná vált, az Erdei iskolától a motorkocsi villamos fékrendszere is felmondta a szolgálatot. A megfutamodott szerelvény a vele szemben közlekedővel frontálisan ütközött, a roncsok csak az Orgonás megállóhelynél álltak meg. A balesetben életét vesztette a két szerelvény járművezetője, valamint négy utas súlyosan, négy könnyebben megsérült. A mentést és a helyszínelést a szokatlan hideg, a nagy hó és hófúvás hátráltatta, a roncsokat csak egy héttel később tudták eltávolítani a helyszínről. A balesetet szenvedett járműveket a következő években mind helyreállították, a mai napig közlekednek, továbbá a tragédiából okulva az összes szerelvény fékrendszerét átalakították. (Bővebben: A fogaskerekű 1987-es balesete)
A fogaskerekű egyik szerelvénye 2011. június 4-én tengelytörés miatt kisiklott, a Gyöngyvirág úti (új nevén Adonis utca) megállóhelynél történt balesetben senki sem sérült meg. A BKV még aznap leállította az összes szerelvényt, és azok rendkívüli átvizsgálását rendelte el. A hét szerelvény összes tengelyének ultrahangos vizsgálata után a fogaskerekű 2011. június 7-től újra menetrend szerint közlekedett.
Az Erdei iskola és a Gyöngyvirág úti megállóhelyek között 2011. december 18-án kisiklott a fogaskerekű egyik szerelvénye, a balesetben személyi sérülés nem történt.

## Útvonala
| Széchenyi-hegy, Gyermekvasút felé |
| Városmajor vá. – Szilágyi Erzsébet fasor – Fogaskerekű utca – Orgonás mh. – Esze Tamás iskola mh. – Erdei iskola mh. – Istenhegyi út – Költő utca – Diana utca – Karthauzi utca – Művész út – Svájci út – Rege út – Széchenyi-hegy, Gyermekvasút vá. |
| Városmajor felé |
| Széchenyi-hegy, Gyermekvasút vá. – Rege út – Svájci út – Művész út – Karthauzi utca – Diana utca – Költő utca – Istenhegyi út – Erdei iskola mh. – Esze Tamás iskola mh. – Orgonás mh. – Fogaskerekű utca – Szilágyi Erzsébet fasor – Városmajor vá. |

## Megállóhelyei
| 0  | Városmajor végállomás                           | 15 | 5, 22, 22A, 91, 155, 156, 222 56, 56A, 59, 59B, 61                                                                   | Körszálló, Városmajor kocsiszín, Városmajori Gimnázium            |
| 1  | Szent János Kórház                              | 14 | 22, 22A, 91, 128, 129, 155, 156, 222 56, 56A, 59, 59B, 61 781, 782, 783, 784, 785, 786, 787, 789, 791, 793, 794, 795 | Szent János Kórház, Kútvölgyi Kórház, Városmajori Gimnázium, SPAR |
| 3  | Orgonás                                         | 12 | |                                                                   |
| 5  | Esze Tamás iskola (régen Lederertelep)          | 10 | | Esze Tamás Iskola                                                 |
| 6  | Erdei iskola                                    | 9  | |                                                                   |
| 8  | Adonis utca (régen Adalak, majd Gyöngyvirág út) | 6  | 21, 21A, 210, 210B, 212, 212A, 212B, 221                                                                             |                                                                   |
| 14 | Városkút                                        | 4  | 21, 21A, 210, 210B, 212, 212A, 212B, 221                                                                             |                                                                   |
| 16 | Svábhegy                                        | 3  | 21, 21A, 210, 210B, 212, 212A, 212B, 221                                                                             |                                                                   |
| 18 | Művész út                                       | 1  | |                                                                   |
| 19 | Széchenyi-hegy, Gyermekvasút végállomás         | 0  | Gyermekvasút | Gyermekvasút állomás                                              |

## Jövőbeni fejlesztések
Jelenleg a fogaskerekű vasút forgalma munkanapokon alacsony, a párhuzamosan, sűrű követési idővel a Széll Kálmán tértől és a Boráros térről szállítják az utasokat Svábhegy, Normafa és Csillebérc felé, számára nem jelent konkurenciát. Ezek a 21-es, a 21A, 210-es, 210B és 212-es autóbuszvonalak.
A Városi és Elővárosi Közlekedési Egyesület a fogaskerekű vasút meghosszabbítását szorgalmazza a Széll Kálmán térig és a Normafa irányába; a tervet a XII. kerületi önkormányzat és a BKV is támogatja.
Az elképzelések szerint a teljes rekonstrukció mellett új, alacsony padlós, klimatizált, korszerű járműveket szereznek be. Kétáramneműek lesznek, tehát a villamosvonalak eltérő vontatási feszültségén is közlekedhetnek majd. A sebességet pedig hegymenetben 40 km/h-ra, völgymenetben 30 km/h-ra növelnék.

## Galéria

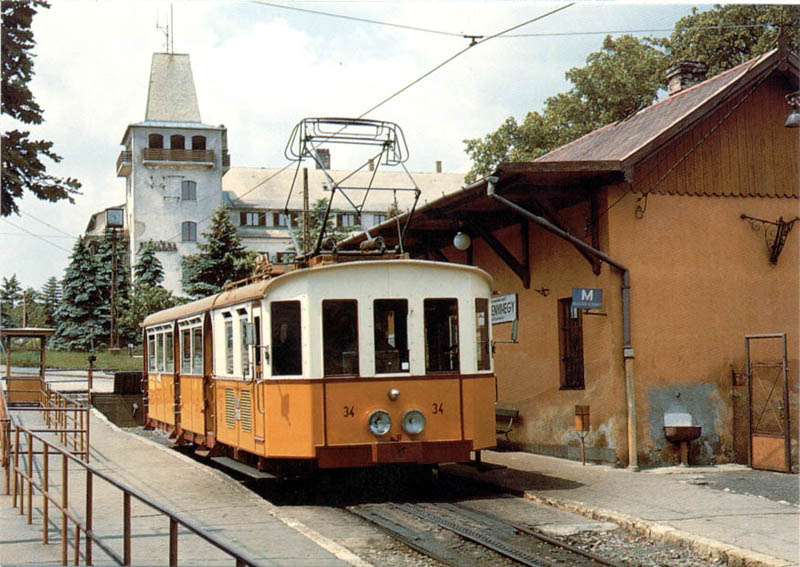
Régi Ganz szerelvény a Széchenyi-hegyi végállomáson
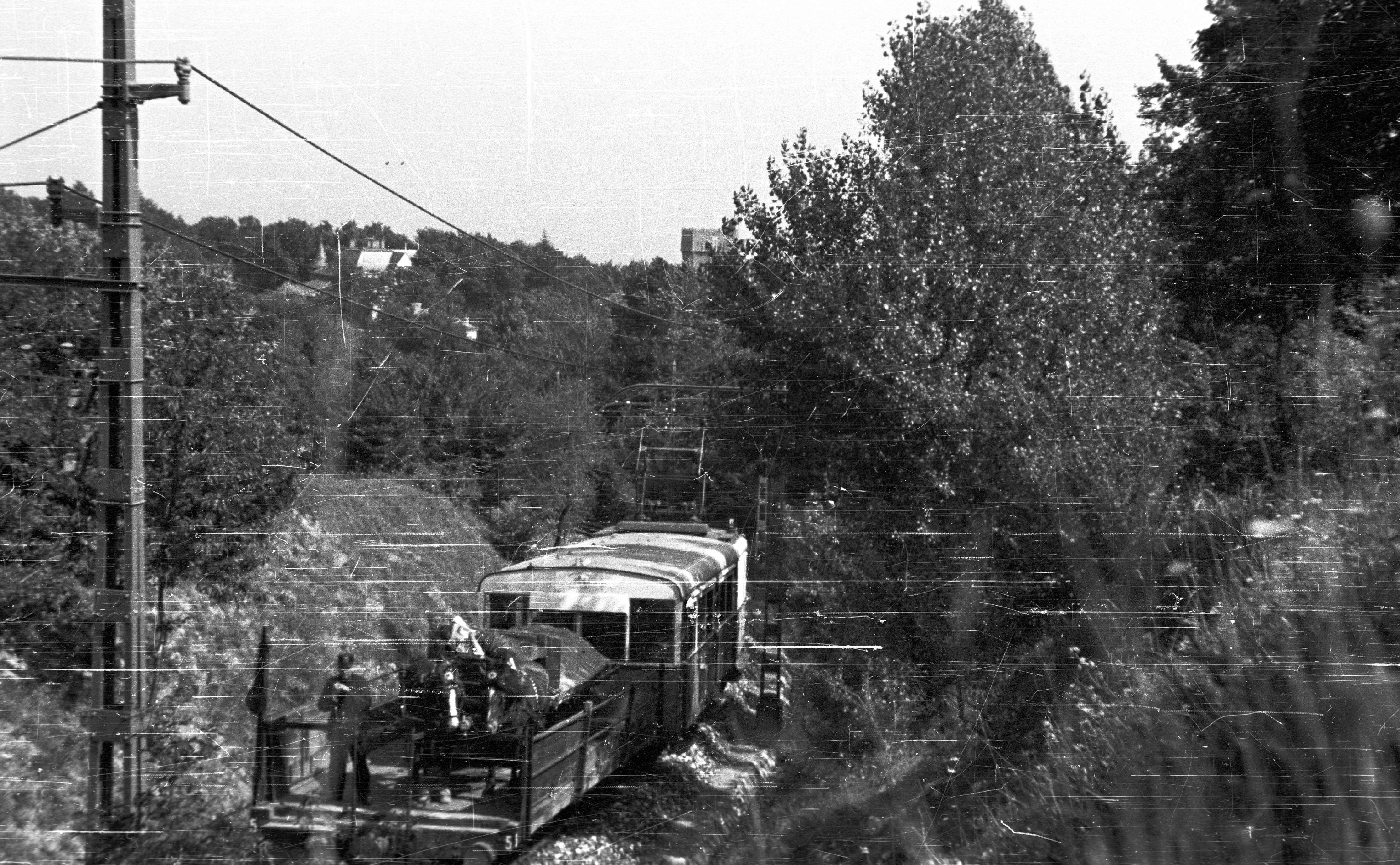
Lovaskocsi szállítás 1938-ban
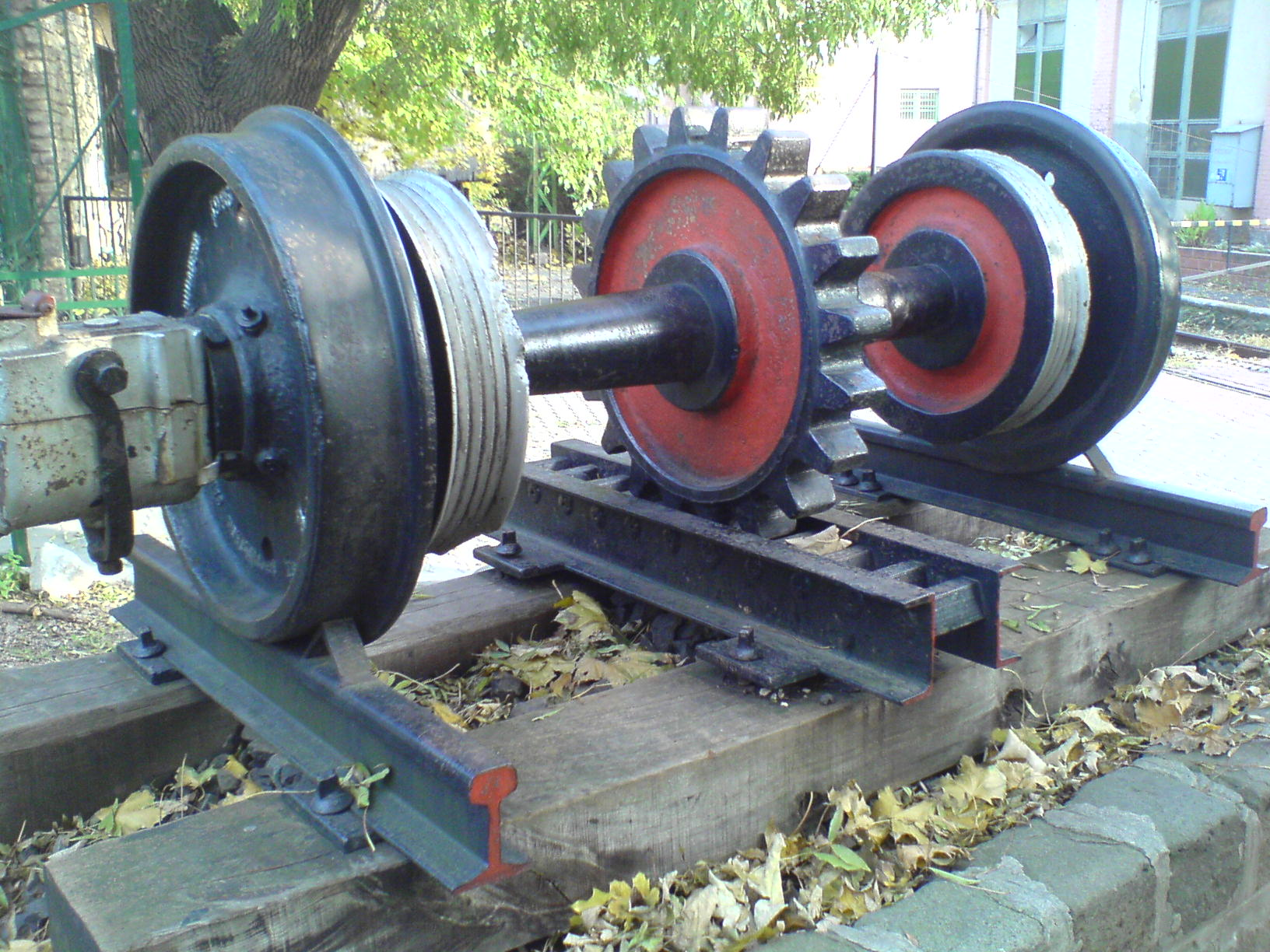
Középen a fogaskerék
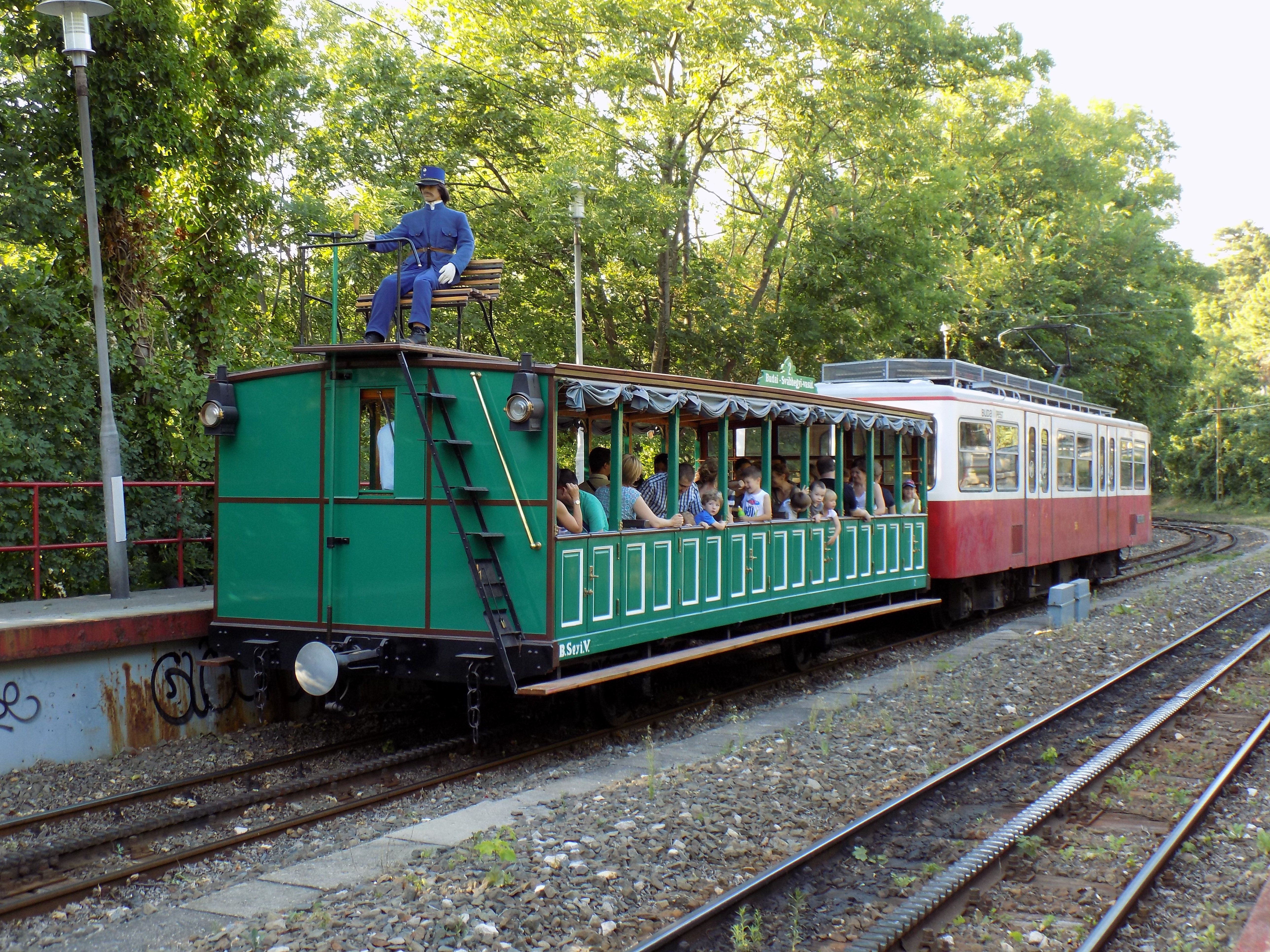
Nosztalgiajárat az Adonis utcánál
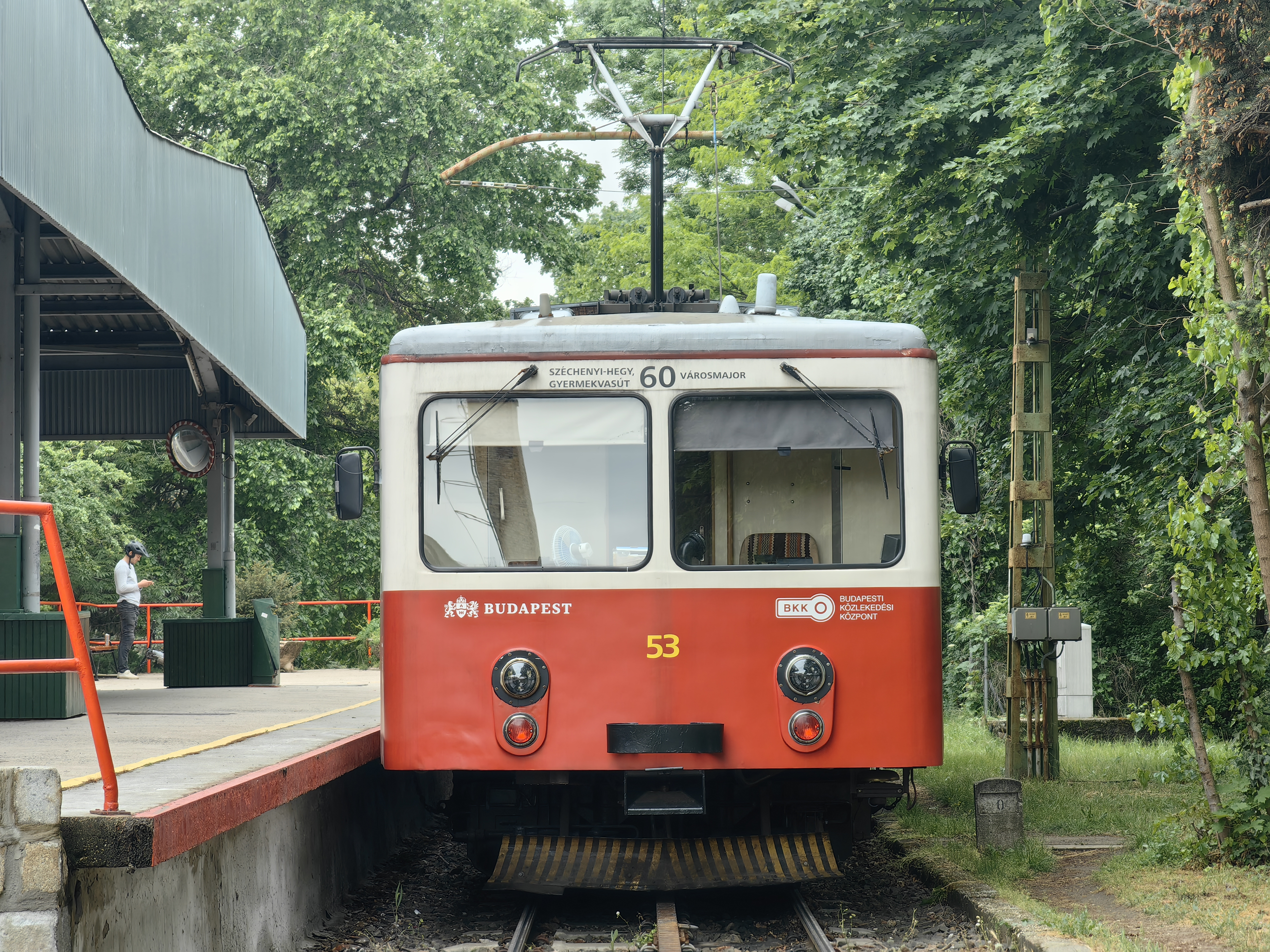
Fogaskerekű érkezik a városmajori végállomásra
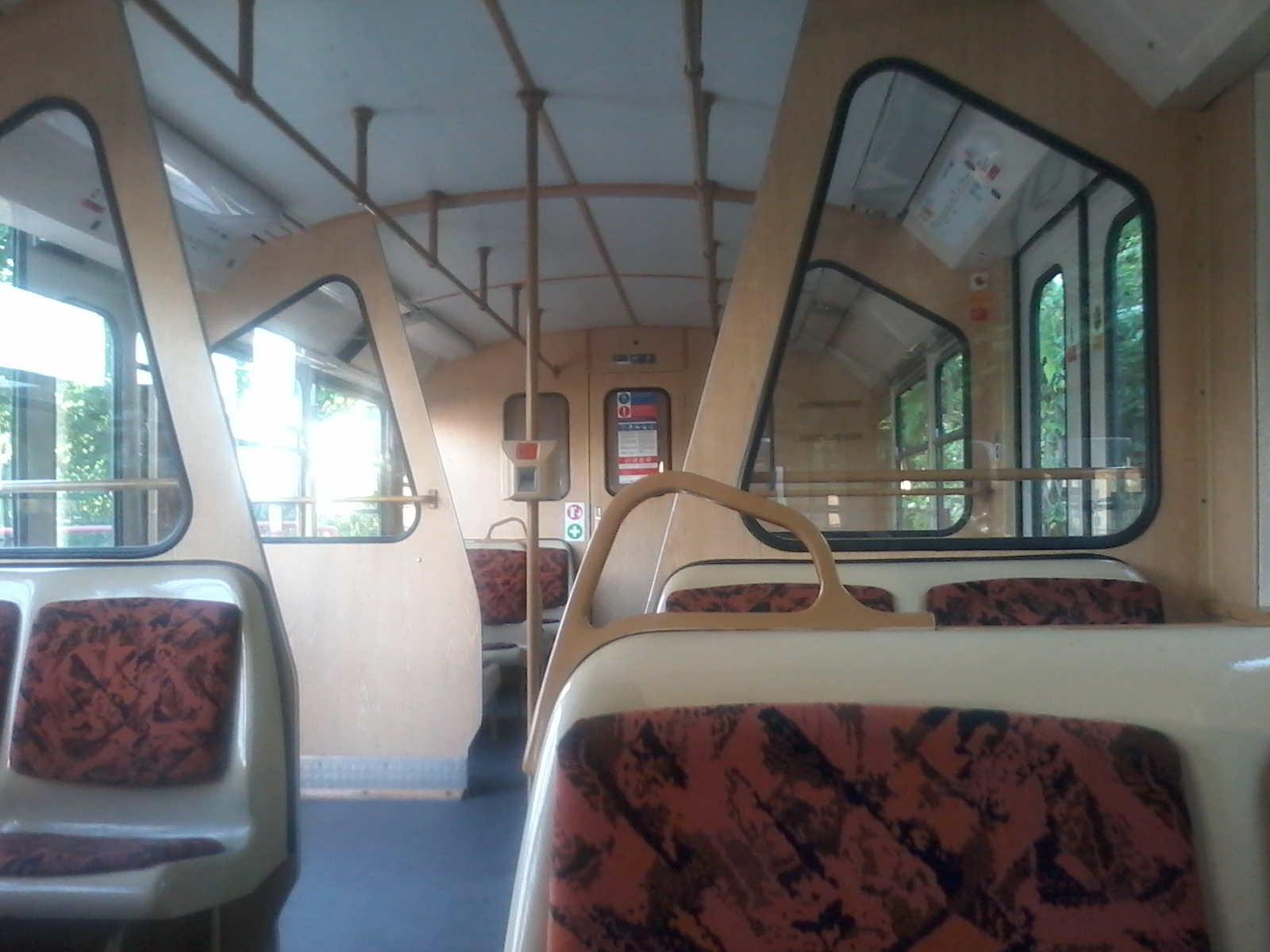
Az egyik szerelvény beltere
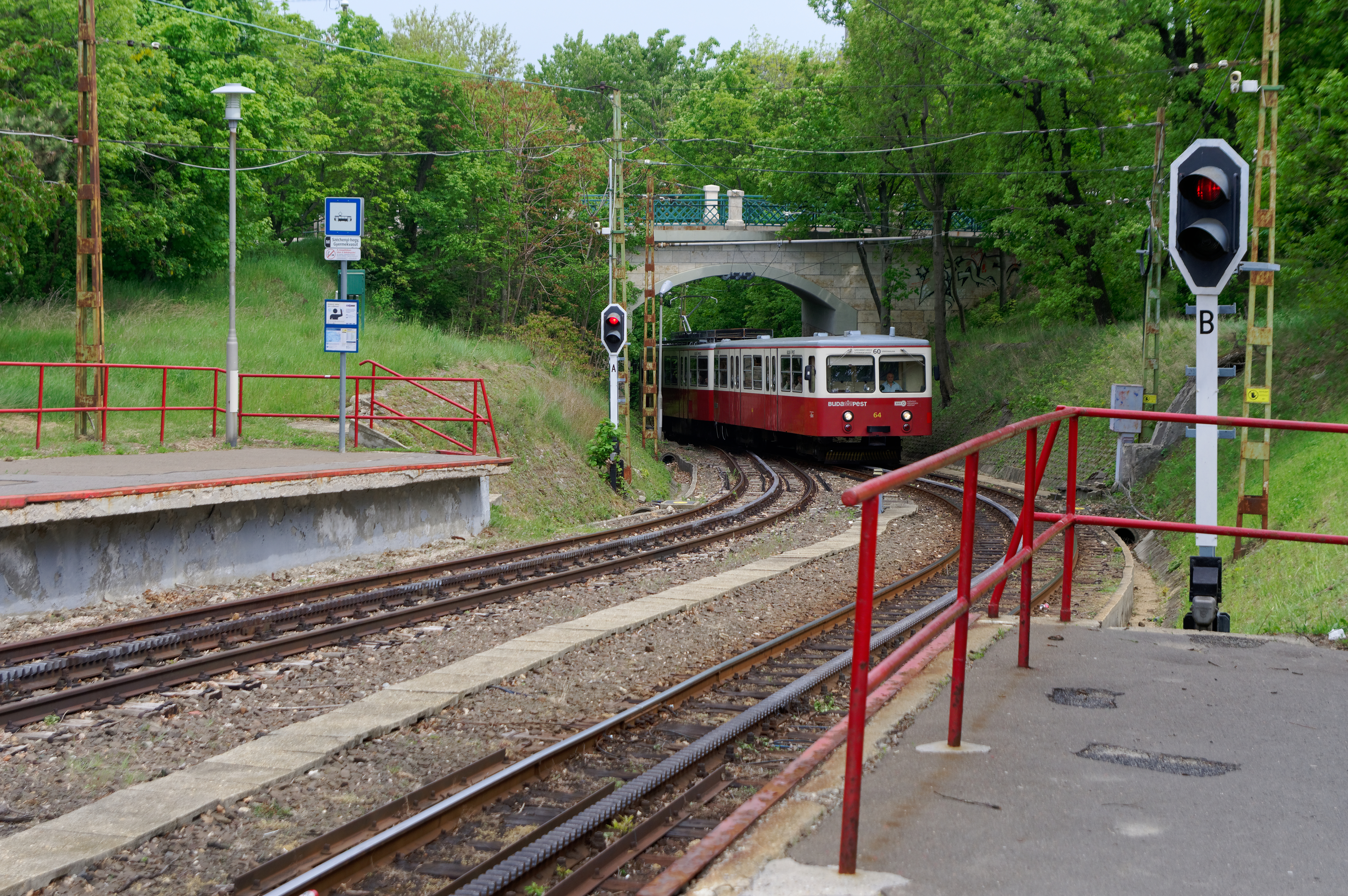
A 2004-ben felújított Agancs úti felüljáró alatt érkező szerelvény 2019-ben
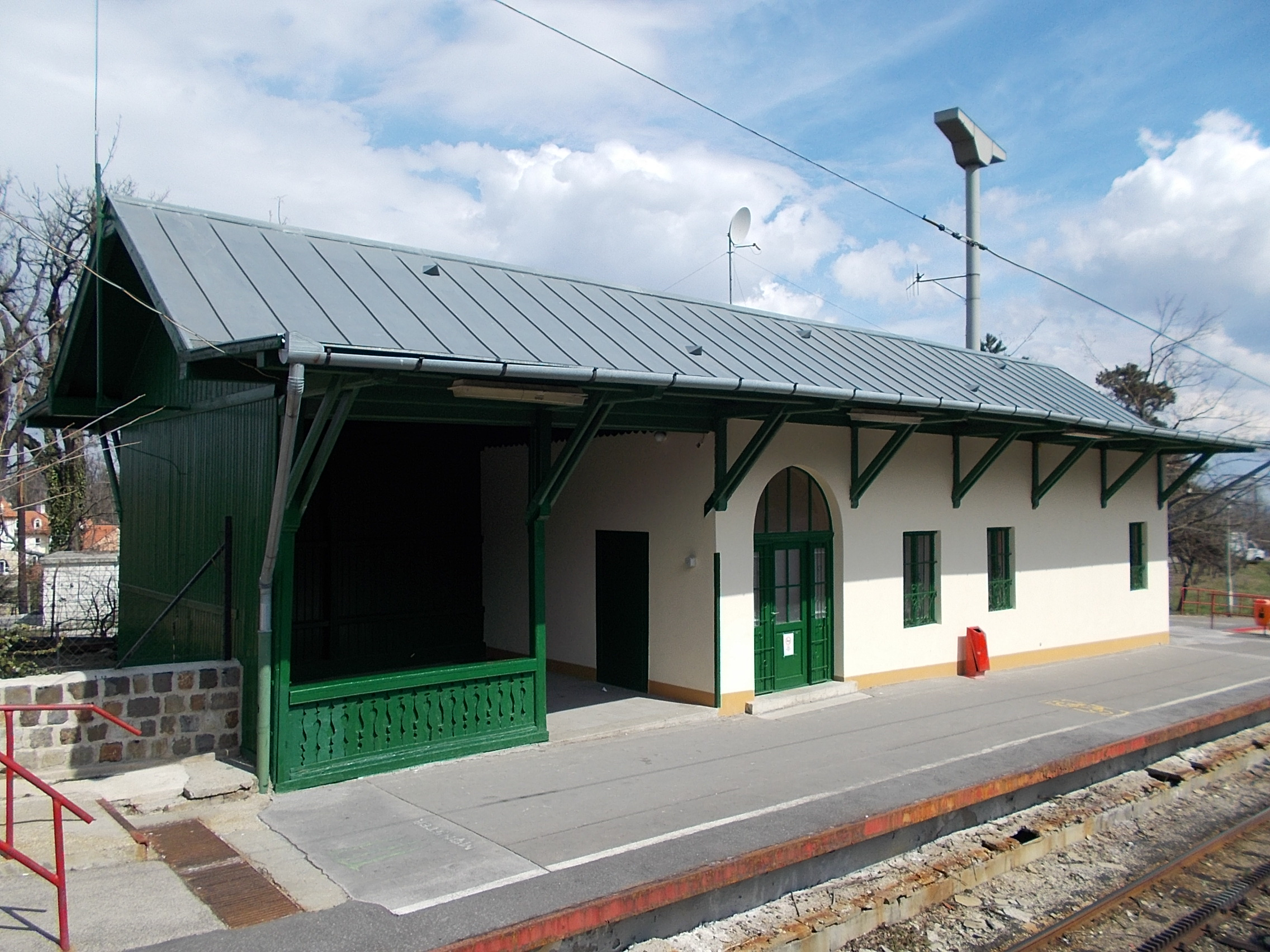
A felső végállomás felújított épülete 2015-ben